# Asante Kotoko SC
Asante Kotoko Sporting Club je fotbalový klub z Ghany. Byl založen roku 1935 ve městě Kumasi. Je to jeden z nejslavnějších, nejoblíbenějších i nejlepších týmu z ghanské ligy. Hrají na stadionu Baba Yara Stadium, který má kapacitu 51 500 míst.

## Úspěchy
- Africký šampionát klubů: 2
  - 1970, 1983

- Ghana Premier League: 24
  - 1959, 1963/64, 1964/65, 1967, 1968, 1969, 1972, 1975, 1980, 1981, 1982, 1983, 1986, 1987, 1988/89, 1990/1, 1991/92, 1992/93, 2003, 2005, 2007/08, 2011/12, 2012/13, 2013/14

- Ghanský FA Cup: 9
  - 1958, 1960, 1978, 1984, 1989/90, 1997/98, 2001, 2014, 2017

- Ghanský SWAG Cup: 12
  - 1981, 1988, 1989, 1990, 1991, 1992, 1993, 1998, 2001, 2003, 2005, 2008

- Ghanský Telecom Gala Cup: 3
  - 1999/00, 2001, 2005

- Ghana Top Four Cup: 2
  - 2003, 2007

- Pohár - Ghana Annual Republic Day: 3
  - 2004, 2005, 2008

## Známí hráči
- Baba Yara[1]